# Bodil Joensen
 (juin 2022).
Pour les articles homonymes, voir Joensen.
Bodil Bjarta Joensen (née le 25 septembre 1944 à Hundige, morte le 3 janvier 1985 à Copenhague) est une actrice pornographique danoise.

## Premières années
Bodil Joensen grandit dans sa ville natale, Hundige, une banlieue de Copenhague. Sa mère est une chrétienne pratiquante qui est violente envers sa fille, son père est capitaine dans les îles Féroé et absent. En grandissant, elle rejette la façon de vivre conservatrice et religieuse de sa mère, qui l'isole du monde extérieur, lui présente en exemple sa sœur cadette, qui après une grossesse non désirée à dix-sept ans s'est mariée et a sept enfants, et qui préfère son frère cadet. Elle n'aime pas l'école et préfère jouer avec les animaux. Elle n'a pourtant pas de difficultés scolaires et rêve de devenir vétérinaire. Ses parents divorcent, elle vit avec sa mère et fréquente huit écoles différentes, abandonnant après le collège.
À 12 ans, sa mère croit qu'elle fut violée par un homme adulte, l'adolescente nie le viol. Sa mère la punit violemment de s'être laissé faire et, pour se venger, Bodil Joensen lui jure qu'elle se livrera à des activités sexuelles avec des sangliers, elle dira plus tard que « ma mère était tellement choquée qu'elle pensait que j'étais de mèche avec le diable ». Selon ses propres déclarations, elle a également ses premiers rapports sexuels avec le colley mâle Lassie.
Après avoir quitté la maison de ses parents à l'âge de 15 ans, Joensen commence à travailler dans une ferme. Gunnar Nielsen, l'agricultrice locale, décrit sa fascination pour l'accouplement des animaux. « Elle avait une passion pour les animaux », ajoutant qu'elle était fascinée par l'observation des animaux à la ferme et aimait son métier. Elle a son premier rapport sexuel avec un homme, un bûcheron marié, alors qu'ils sont ivres. À 17 ans, elle crée sa propre ferme d'élevage de cochons, Insemination Central, et se fait connaître pour sa capacité à travailler avec des animaux agressifs comme un sanglier, Rascal. Cependant, en raison de rumeurs diffusées notamment par les agricultrices de la région jalouses envers Joensen, jeune femme célibataire dans l'agriculture, sa ferme fait faillite.

## Carrière
À 17 ans, en raison des difficultés économiques dans sa ferme et pour tenter de subvenir aux besoins de ses animaux et de son foyer, elle commence sa carrière dans la pornographie, apparaissant dans des films fétichistes.
Elle devient une actrice de films zoophiles à 25 ans, en travaillant pour Color Climax Corporation, la société de production pornographique des frères Jens et Peter Theander. Entre 1969 et 1972, elle joue avec des animaux dans une quarantaine de films. Dans ce genre, Bodil a le surnom de « Boar Girl », à cause de films mettant en scène des cochons. Ole Ege et Shinkichi Tajiri réalisent le documentaire Bodil Joensen – en sommerdag juli 1970, en français un jour d'été en juillet 1970. Il dépeint sa vie avec ses animaux dans sa ferme, s'occupant des animaux, son affection pour eux et son activité sexuelle. Selon sa biographie, ses animaux à l'époque sont deux lapins, sept chiens, une douzaine de cochons, plusieurs chats, un cochon d'Inde, une jument et l'étalon noir Dreamlight. Elle a un répertoire précis d'actes sexuels avec une distribution largement cohérente de compagnons animaux, il y a peu de variation d'un film à l'autre. Quelques semaines plus tard, le film remporte le Grand Prix du Wet Dream Film Festival, festival du cinéma érotique et pornographique à Amsterdam. Le prix du film fait de Joensen une célébrité et attire l'attention sur elle. Pendant une courte période, durant la révolution sexuelle, elle est une icône de l'amour libre et de l'unité avec la nature. S'inspirant des documentaires danois La Foire aux sexes (da), le producteur américain Alex de Renzy crée à partir d'un film mettant en scène Joensen dans des rapports zoophiles un mondo, Animal Lover. Elle répond au courrier des lecteurs du magazine américain Screw.
Au début des années 1970, elle peut vivre dans sa propre ferme à Odsherred, avec son compagnon Knud Andersen (né le 30 mars 1930, mort le 24 février 1997) et leur fille (née vers 1972). Selon des témoignages ultérieurs à leurs morts, on croit qu'ils ont soit une relation libertine, soit une amitié platonique. Elle gagne aussi de l'argent en acceptant de pratiquer la zoophilie devant des spectateurs dans sa ferme. En apprenant cette pratique, le voisinage la pousse à déménager.
Alors que la censure disparaît et que le cinéma pornographique connaît une exploitation commerciale pour un plus grand public, la vie de Bodil Joensen ne change pas. Elle n'a pas eu de grands revenus venant du cinéma, même dans le genre de la paraphilie. Tandis qu'elle ne parvient pas à 
la stabilité financière, que ses revenus sont bas et ses dettes élevées, elle a un salon de massage à Copenhague, où elle se prostitue, et est aussi simplement actrice dans des théâtres pornographiques et des jeux de rôle sexuel.

## Postérité et décès
Bodil Joensen a une affection particulière pour Spot, un berger allemand femelle ; elle n'a pas de rapport sexuel avec elle. Elle porte une photo avec elle dans un médaillon jusqu'à sa mort. Après sa mort, dépressive, elle commence à prendre des sédatifs et plus tard à boire et à manger à l'excès, allant jusqu'à grossir d'une trentaine de kilos. Dans une interview de 1980, elle explique qu'elle échange toute faveur sexuelle contre de l'alcool et des tranquillisants.
Devenue alcoolique, elle est de moins en moins capable de s'occuper de ses animaux. Après une modification de la loi danoise en 1981, elle est arrêtée pour cruauté envers les animaux par négligence et condamnée à 30 jours de prison. Malgré les soins, pas un seul de ses animaux ne survit. Bodil ne se remettra jamais de l'euthanasie de ses animaux.
Après sa libération, elle se tourne à contrecœur vers la prostitution de rue pour subvenir à ses besoins, à ceux de son partenaire (également alcoolique) et de leur fille.
Elle meurt en 1985 à l'âge de 40 ans. Beaucoup pensent qu'elle s'est suicidée. Mais dans le documentaire britannique en avril 2006 The Dark Side of Porn: The Search For Animal Farm, qui relate la réalisation du film underground Animal Farm à travers des extraits de ses nombreuses activités pornographiques animales, un ami proche de Bodil déclare qu'elle est décédée d'une cirrhose du foie. Elle est enterrée dans le cimetière de l'église de Højby, dans la commune d'Odsherred.

## Source de traduction
- (de) Cet article est partiellement ou en totalité issu de l’article de Wikipédia en allemand intitulé « Bodil Joensen » (voir la liste des auteurs).

1. 1 2 3 4 5 6  (en) Jack Stevenson, Fleshpot : Cinema's Sexual Myth Makers & Taboo Breakers, Critical Vision, 2000, 256 p. (ISBN 9781900486125, lire en ligne)
2. 1 2 3 4  Laurent Carpentier, « Bodil Joensen, à corps perdu avec ses cochons », sur Le Monde, 2015 (consulté le 24 avril 2022)
3. 1 2 3 4  Anne Laffeter, « Enquête sur la zoophilie, cette pratique de niche », sur Les Inrockuptibles, 2017 (consulté le 24 avril 2022)
4. 1 2 3  (da) Mark Lindved Norup, « Fra Hash-Sex til ornepigen Bodil: Seks afgørende øjeblikke fra frigivelsen af porno », sur DR, 2019 (consulté le 24 janvier 2022)
5. ↑  (en) Jack Stevenson, Scandinavian Blue : The Erotic Cinema of Sweden and Denmark in the 1960s and 1970s, McFarland Incorporated Publishers, 2010, 294 p. (ISBN 9780786444885, lire en ligne), p. 251
6. ↑  (en) Benjamin Halligan, Hotbeds of Licentiousness : The British Glamour Film and the Permissive Society, Berghahn Books, 2022, 362 p. (ISBN 9781800734876, lire en ligne), p. 119-120
7. ↑  David Kerekes, David Slater, Killing for Culture, Camion Blanc, 2020, 626 p. (ISBN 9782378481544, lire en ligne)